# Маар

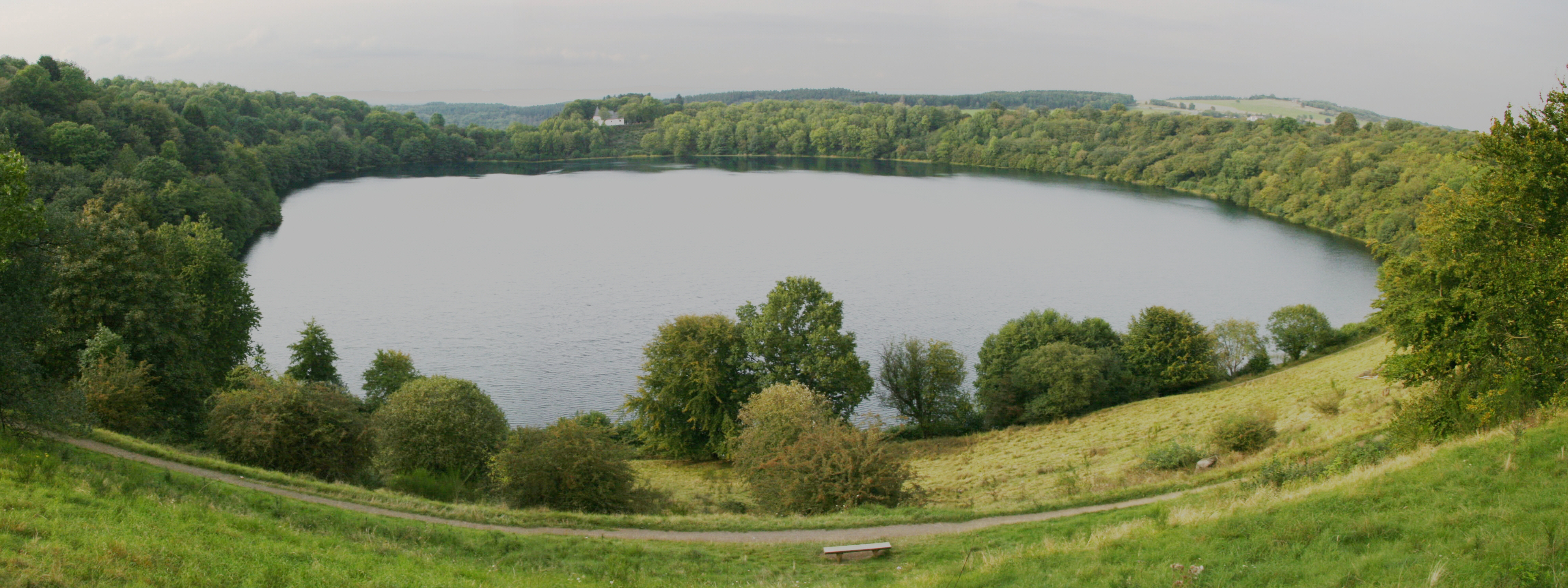
Вайнфельдське озеро в області Айфель, Німеччина

Маар — заглиблена форма рельєфу, циліндрична або у вигляді конуса, результат вулканічної експлозії у вигляді вибухів вулканічних газів, що не супроводжуються виливанням магми. 

## Загальна характеристика
Маари — плоскодонні кратери вибуху з жерлом без конуса, але оточені невисоким валом з пухких продуктів виверження. На краях відсутнє накопичення вулканічних викидів. Більшість відомих маарів було описано в області Ейфель у Німеччині та на Центральному масиві Франції (озера Павен і Годіваль). Діаметри маарів коливаються від 200 м до 3,5 км. Усі відомі маари на цей час недіючі. За умов вологого клімату маари заповнюються водою, перетворюючись на глибокі озера (від 60 до 400 м). 
Зокрема, мааром є сумнозвісне камерунське озеро Ніос, на якому внаслідок лімнологічної катастрофи 21 серпня 1986 року загинуло понад 1700 людей.
Різновидом маарів є діатреми, або трубки вибуху. Вони відомі у Південній Африці, Якутії та ін. З ними пов’язані родовища алмазів.

## Галерея

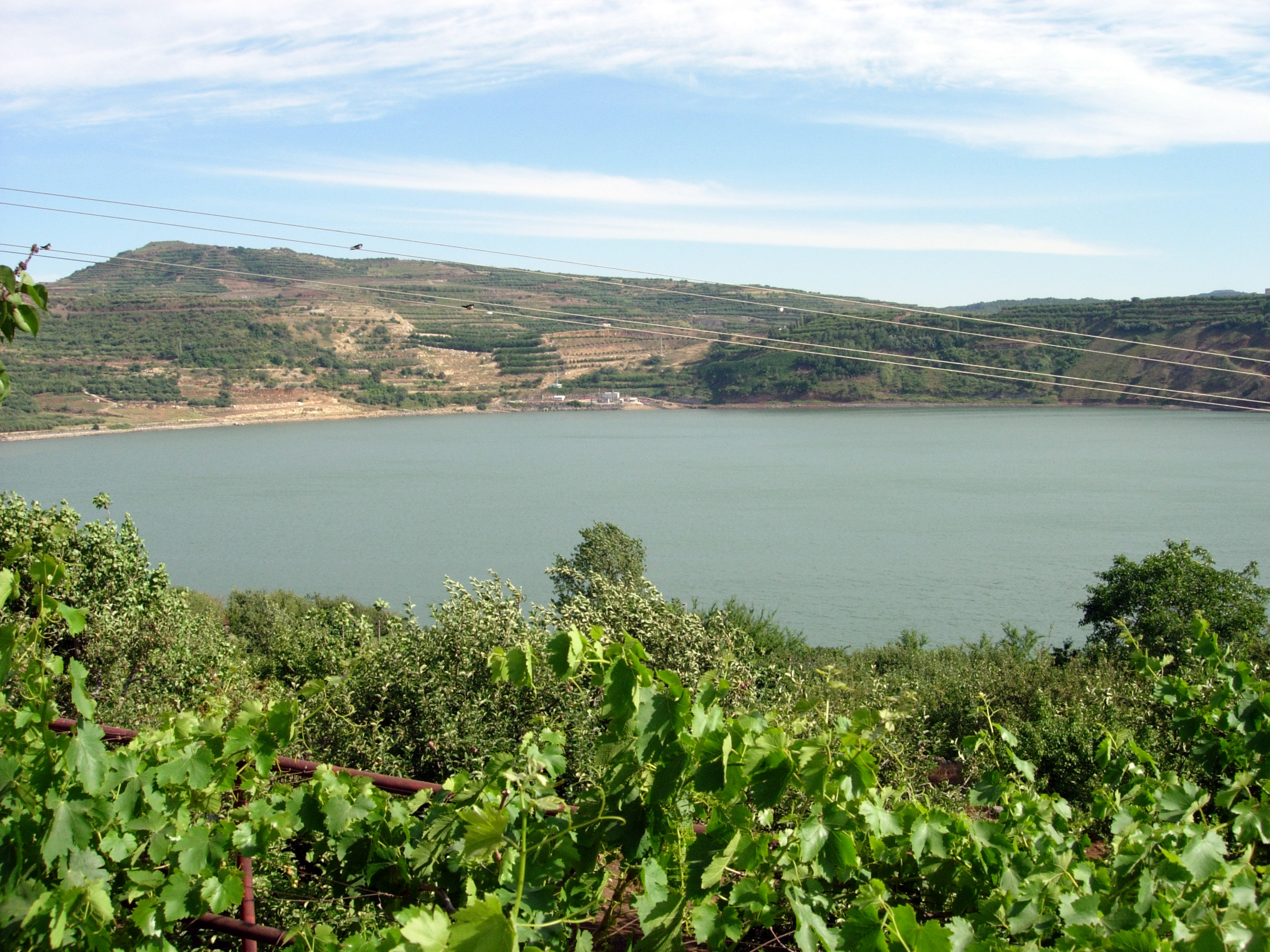
Озеро-маар Біркет-Рем, Голанські висоти.
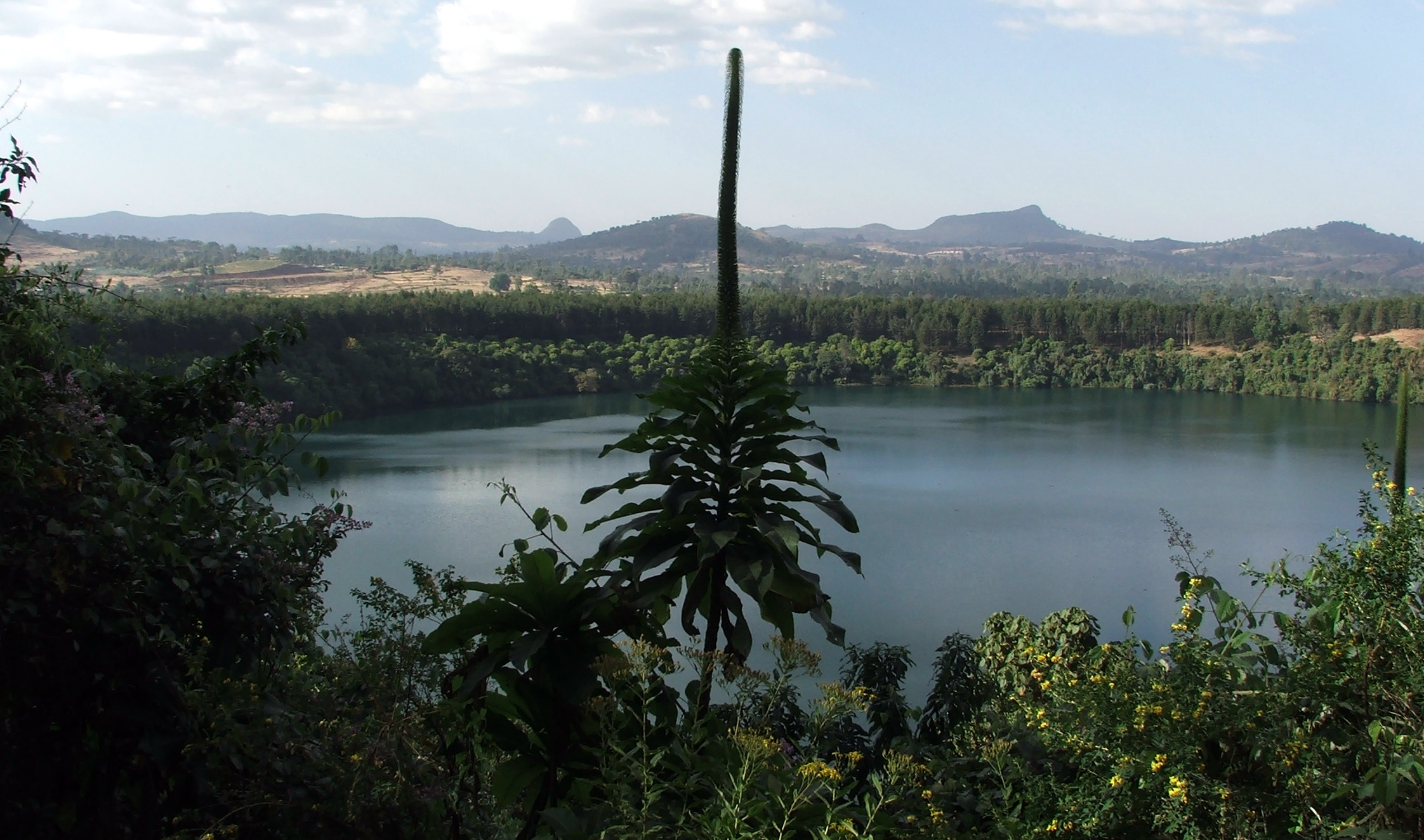
Озеро-маар Зенгена, в регіоні Амхара, Ефіопія.
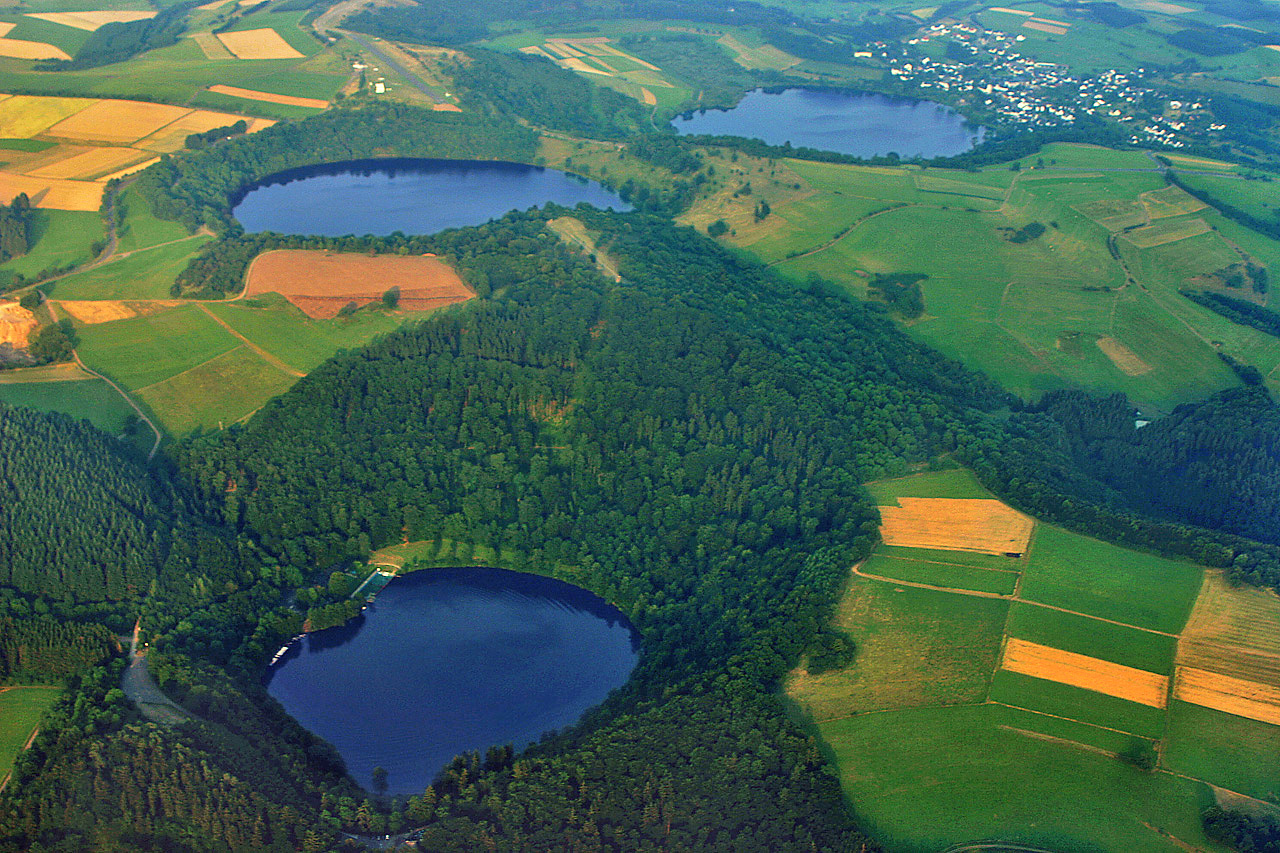
Даунські маари в Німеччині.